# Bahnhof Frankenstein (Oberschöna)
Bahnhof Frankenstein ist ein Gemeindeteil der Gemeinde Oberschöna im Landkreis Mittelsachsen (Freistaat Sachsen). Er entstand im 19. Jahrhundert in der Flur des Ortsteils Wegefarth als Eisenbahnsiedlung nahe dem Bahnhof Frankenstein (Sachs) an der Bahnstrecke Dresden–Werdau. Gemeinsam mit Wegefarth gehört die Siedlung seit dem 1. Juli 1950 zu Oberschöna.

## Geografie

### Lage
Die Siedlung Bahnhof Frankenstein befindet sich an der westlichen Ortsgrenze der Gemeinde Oberschöna zwischen den Ortslagen Oberschöna im Osten und dem Oederaner Ortsteil Frankenstein im Westen, dessen Namen der gleichnamige Bahnhof aufgrund der geringeren Entfernung trägt. Der Bahnhof und die Siedlung selbst befinden sich auf der Flur des Oberschönaer Ortsteils Wegefarth, der 1,8 Kilometer nordöstlich von Bahnhof Frankenstein liegt.

### Nachbarorte
| Wingendorf   |                                             | Wegefarth  |
| Frankenstein | Kompassrose, die auf Nachbargemeinden zeigt | Oberschöna |
|              | Kirchbach                                   |            |

## Geschichte
Im Zuge des Baues der Bahnstrecke Dresden–Werdau entstand um 1869 um den Bahnhof Frankenstein (Sachs) eine Eisenbahnsiedlung mit dem Namen „Bahnhof Frankenstein“. Obwohl der Bahnhof in der südwestlichen Gemarkung des 1,8 km entfernten Orts Wegefarth liegt, erhielt er die Bezeichnung des am wenigsten entfernten Orts Frankenstein (0,5 km westlich). Auch der östlich des Bahnhofs liegende Ort Oberschöna liegt mit 1 km näher an der Station als Wegefarth.
Durch die Lage an der Verbindungsstraße Frankenberg/Sa.–Freiberg und der Bahnstation an der Bahnstrecke Dresden–Werdau stellte die Siedlung in früheren Zeiten einen regionalen Verkehrsknotenpunkt für die umliegenden Dörfer mit Dienstleistungseinrichtungen, Handwerksbetrieben und einem genossenschaftlichen Agrarmarkt dar.
Mit der Eingemeindung von Wegefarth nach Oberschöna gehört die Siedlung Bahnhof Frankenstein seit dem 1. Juli 1950 zur Gemeinde Oberschöna. Die Station ist heute nur noch ein regionaler Bahnhaltepunkt. Ansässig ist jedoch noch ein Unternehmen der Metallverarbeitung (Nagelherstellung).

## Verkehr
Die Siedlung Bahnhof Frankenstein liegt an der Staatsstraße 203.
Der Bahnhof Frankenstein (Sachs)  an der Bahnstrecke Dresden–Werdau ist Verkehrshalt für die Regionalbahn-Linie RB 30 (Dresden–Zwickau).
Die RegionalExpress-Linie RE 3 Dresden–Hof passiert – wie bereits der Franken-Sachsen-Express als dessen Vorgängerprodukt – den Bahnhof Frankenstein (Sachs) ohne Halt.

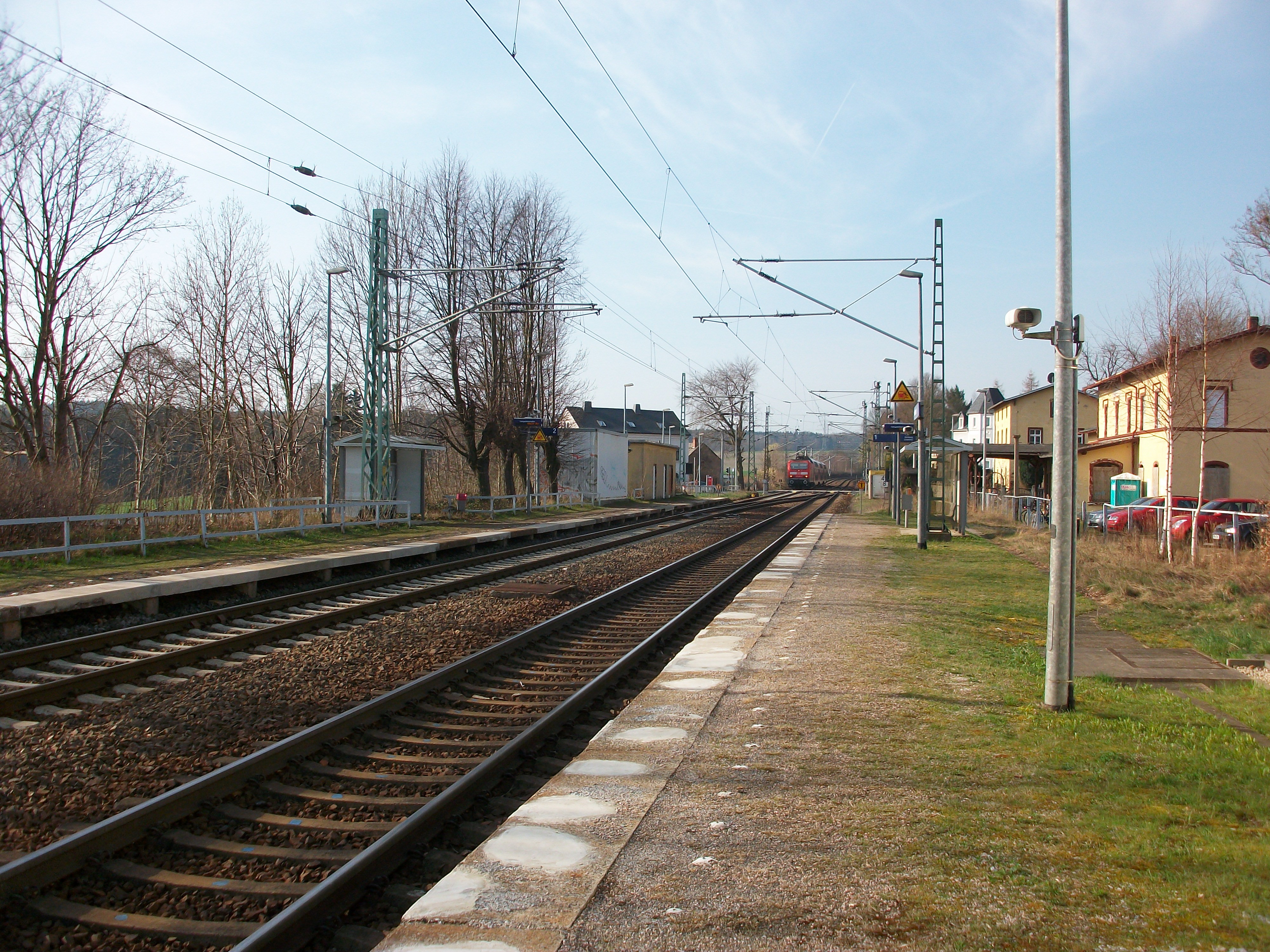
Bahnhof Frankenstein (Sachs) mit RE der DB nach Dresden (Sommer 2016)
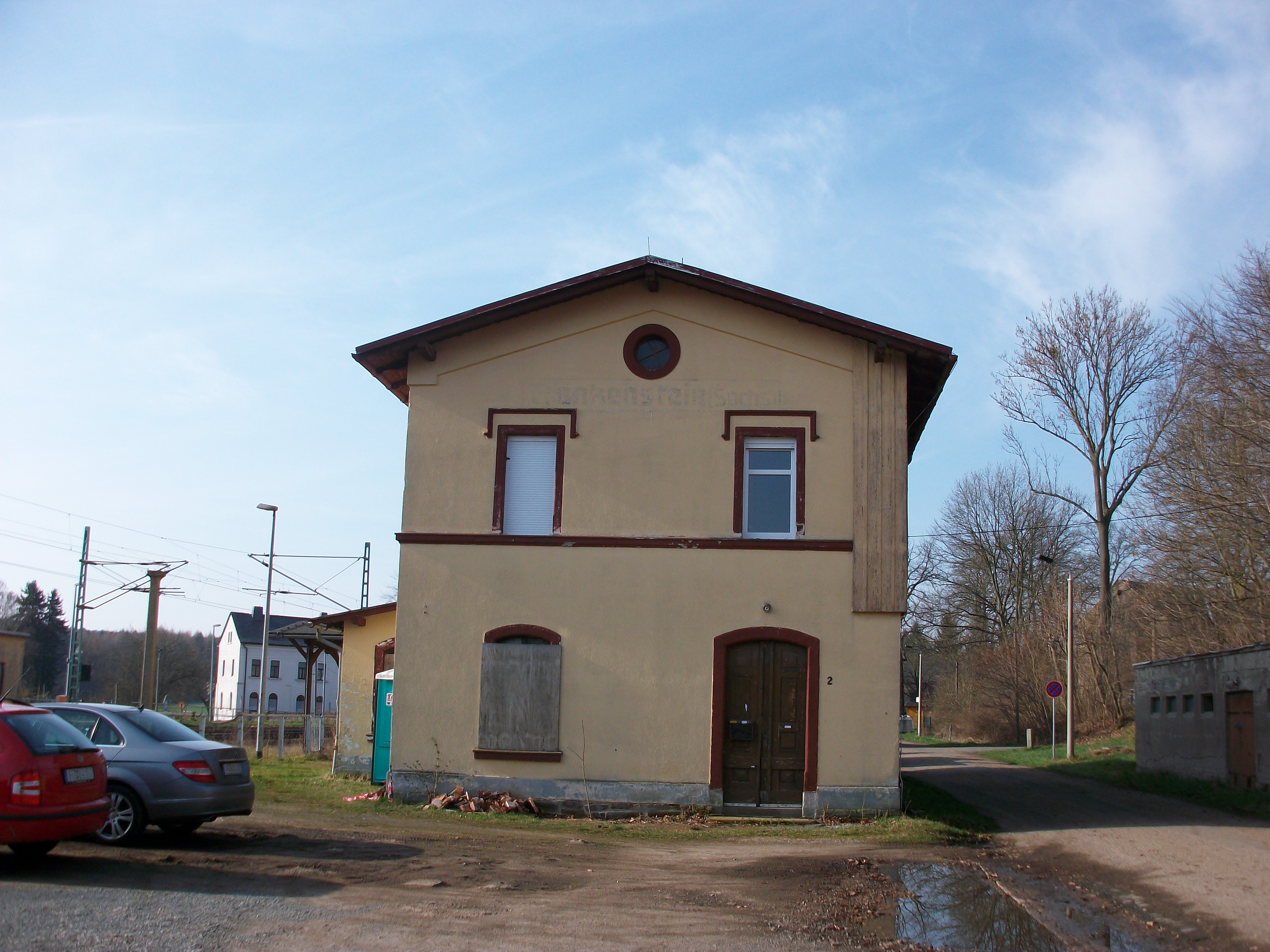
Bahnhof Frankenstein (Sachs), Empfangsgebäude (2016)